# 道具屋 (落語)
『道具屋』（どうぐや）は古典落語の演目の一つ。古くからある小咄を集めて、一席の落語にしたオムニバス形式の落語である。街頭で古道具を売る露天商を任された男が、不慣れなために外れた受け答えをする内容。先行して刊行された笑話本を原話として持ち込まれた内容もある。江戸落語・上方落語の両方で演じられる。
その形態ゆえにどこで切ってもよく、武藤禎夫は「便利である」と評している。通常は「前座の修行用」の噺とされているが、初代三遊亭圓朝の速記も残っている。

## あらすじ
原話がある場合は、各章の末尾に記載する。以下の内容は江戸落語で演じられる場合に準拠する。

### 発端
神田三河町の大家・杢兵衛の甥っ子の与太郎。もう二十歳にもなるのに、働かないで遊んでばかりいることが叔父には悩みの種だった。
叔父が与太郎に商売をしたことがないのかと聞くと、「伝書鳩を飼い慣らして売れば自分の所に戻ってくるから儲かると思ったところ、飛ばしたら鳥屋に帰ってしまった」という始末。ほうっておくわけにはいかないと思い、叔父は自分が副業でやっている道具屋をやらないかと提案した（「『ど』で始まる職業」と持ちかけて与太郎が「泥棒」と答えるくすぐりがある）。
元帳があるからそれを見て、いくらか掛け値をすれば儲けになるから、それで好きなものでも食べろと言われて与太郎は喜ぶが、叔父が用意したのは使い物にならない道具ばかり。火事場で拾ってやすりがけをして柄を付け直した鋸、「"ヒョロッ"とよろけると"ビリッ"と破れるから"ヒョロビリ"」という股引、脚が1本取れた三脚、首がすぐに抜けそうな雛人形、表紙だけで中身のない『唐詩選』の読本といった内容。それでも叔父は並べておけば誰かが買うと諭し、蔵前の質屋前の場所に行けば、仕切っている友蔵という男がいるので聞けば教えてくれると与太郎を送り出す。
いわれた場所へやってくると、煉瓦塀の前に、日向ぼっこしている間に売れるという通称「天道干し」の露天商が店を並べている。与太郎が声をかけた道具屋が友蔵で（友蔵が「何か差し上げますか」と聞くと与太郎が「そこになる石をさしあげてみろ」と答えたりして、友蔵が相手の素性に気付く下りがある）、商売のやり方を教えてもらう。

### 最初の客
最初にやってきたのは、威勢のよさそうな大工の棟梁。鋸に興味を示して手に取り質問するが、与太郎はピントの外れた答をした上に、火事場で拾ったことを白状して客は退散。友蔵が「"ションベン"された」と口にすると与太郎は便所の場所を教え、買わずに逃げられるという符丁だと叱られる。

### 二人目の客
次に来たのは車屋。「"タコ"（股引）を見せろ」と言って与太郎は蛸と勘違い。客から股引だと教えられて品物を渡すと買ってくれそうな雰囲気になる。しかし与太郎が「小便（買わず逃げ）はだめですよ」と口にしたばかりに、用を足せない品だと思い違いをして、こちらも逃げられる。
- 宝永4年（1707年）に出版された笑話本・『露休置土産』の一遍である「小便の了見違」[1]。

### 三人目の客
次は田舎から来た中年紳士。三脚に興味を示したものの、与太郎は足が2本しかないと白状してしまい、立てかけている塀ごと買えと言って、客は落胆する。次に、並べている短刀に目を付けて、刃を見るために鞘を抜こうと与太郎と二人で両側から引っ張ったが一向に抜けない。そこで与太郎が木刀だと漏らして客はあっけにとられる。「何か抜けるものはないのか」という客に与太郎は雛人形の首が抜けると答えてさらに呆れる。最後に鉄砲を見つけて値段を聞くが、与太郎は聞かれた言葉を別の意味にとって会話にならなかった（「なんぼ（価格）」→数（本数）、「代（代金）」→台（銃床）、「金（金額）」→金属（鉄）、「値（ね）」→音（ね、発射音）)。
- 安永2年（1773年）に出版された笑話本・『今歳花時』の一遍である「鉄砲」[1]。

### 最後の客
次に来たのは隠居の男性。売り物には埃がつかないようにはたきをかけろと小言を言いながら、笛を手に取る。煤がたまっていると穴に指を入れて掃除しようとしたところ、指が抜けなくなった。やむなく買うという隠居に与太郎は掛け値10万円とふっかけた。驚いた隠居が「足元を見たな! 」と怒ると与太郎は「いいえ、手元を見ました」と答える。
- 安永3年（1774年）に出版された笑話本・『稚獅子』の一遍である「田舎者」（元和ごろ（1615年 - 1625年）の『きのふはけふの物語』上巻第11話にある、壷から手が抜けなくなった客から暴利を得る道具屋の話の改作で、田舎者が笛屋で指が抜けなくなった笛を買って持ったまま、吉原の女郎格子に首を入れて抜けなくなる）[1]。

## バリエーション
喜久亭寿暁の『滑稽集』には「小便無用 道具屋」の題で収録されており、武藤禎夫は前記の「二人目の客」が「主な筋やサゲをなしていたと思われる」と記している。また武藤は、前記「三人目の客」のサゲ（落ち）が「一番古いといわれる」とも記し、そのほかに小刀をめぐるやり取りの最後に「この小刀は先が切れないから、十銭に負けろ」「イエ十銭では、先が切れなくても元が切れます」とするパターンも紹介している。海賀変哲（かいが へんてつ）の『落語の落（さげ）』には、掛け物で客にいじられた与太郎が帰宅して目にした絵を「守敏（しゅびん）僧都の筆だ」と言われて「道理で小便された」（守敏と尿瓶をかけた地口）とするパターンが古くはあったとある。
笛のエピソードの変種として、客を武士に変えて指が抜けないまま与太郎が武家屋敷まで同行し、そこで武者窓に突っ込んだ首が抜けなくなって「旦那、この窓はいくらです」と言ったり、逆に武士が「そちの首とこの指と差し引いておけ」と話すサゲもあった。
林家木久扇は二人目の"タコ"（股引)を見せろ」と言った客の下りで蛸と勘違いした与太郎は「この人は日本人みたいな顔をしているけど東南アジアの人なんだ。だから道具屋と魚屋を間違えたんだ」と言って「外国人だから英語で喋らなきゃならない。英語は難しいな」と言う。そしてピコ太郎の『ペンパイナッポーアッポーペン』をアレンジして「アイハブペン。アイハブタコ。ウーン、タコペンペン」と言う。すると客が「何、言ってんだ？」と問い、「アナタ、タコクウノヒト(蛸を食べる人)、ウチハドウグヤデス。タコアリマセン。タコハサカナヤデス」と日本語を覚えたての外国人が喋る様な片言の日本語で話す流れでやる事がある。

## 主な演者

### 物故者
- 5代目柳家小さん
- 林家彦六
- 4代目春風亭柳好
- 2代目桂春蝶

### 現役
- 林家木久扇

### 道具屋が初高座の落語家
- 10代目柳家小三治
- 3代目古今亭圓菊
- 春風亭百栄